# Estadio de la ciudad de Gyumri
El Estadio de la ciudad de Gyumri (en armenio: Գյումրիի քաղաքային մարզադաշտ) es un estadio de fútbol de Gyumri, Armenia. inaugurado en 1924, tiene una capacidad de 4.500 asientos y es la sede del FC Shirak Gyumri de la Liga Premier de Armenia.

## Historia
El estadio fue construido e inaugurado en 1924 para convertirse en el primer estadio de la historia moderna de Armenia. Cuando se fundó Shirak en 1958, el estadio se convirtió en el estadio habitual del equipo para la competición de la Primera Liga Soviética. A partir de 1991, el estadio fue testigo de muchos momentos gloriosos del FC Shirak en la Premier League de Armenia. El estadio acogió la final de la Copa de Armenia 2011-12 cuando Shirak derrotó a Impuls FC Dilijan      para ganar el título por primera vez en su historia.
El lugar fue reconstruido en 1999 y convertido en un estadio con asientos. La capacidad total del estadio pasó a ser de 2.844 asientos (1.413 en la grada occidental y 1.431 en la grada oriental).
Durante 2012, el campo de juego y muchas otras instalaciones fueron completamente renovados para cumplir con los estándares de la UEFA.
El 12 de julio de 2012, Shirak recibió a Rudar Pljevlja en el estadio de la ciudad de Gyumri, en la fase de clasificación de la UEFA Europa League 2012-13. El partido terminó en un empate 1-1, lo que permitió al FC Shirak avanzar con una victoria global de 2-1.
Después de que la renovación más reciente tuvo lugar durante el verano de 2019, la capacidad del estadio se incrementó de 2.844 a 4.500 asientos, tras la instalación de nuevos asientos en el extremo sur del estadio.